# جزيرة يوروبا
جزيرة يوروبا هي جزيرة استوائية توجد بالمحيط الهندي، مساحتها حوالي 30 كم²، وهي تتواجد جنوب قناة موزمبيق.
هي جزيرة مهجورة بالسكان تابعة لفرنسا.

## المناخ
يظهر الجدول التالي التغييرات المناخية على مدار السنة لجزيرة يوروبا:
| البيانات المناخية لـجزيرة يوروبا   | البيانات المناخية لـجزيرة يوروبا | البيانات المناخية لـجزيرة يوروبا | البيانات المناخية لـجزيرة يوروبا | البيانات المناخية لـجزيرة يوروبا | البيانات المناخية لـجزيرة يوروبا | البيانات المناخية لـجزيرة يوروبا | البيانات المناخية لـجزيرة يوروبا | البيانات المناخية لـجزيرة يوروبا | البيانات المناخية لـجزيرة يوروبا | البيانات المناخية لـجزيرة يوروبا | البيانات المناخية لـجزيرة يوروبا | البيانات المناخية لـجزيرة يوروبا | البيانات المناخية لـجزيرة يوروبا |
| الشهر                              | يناير                            | فبراير                           | مارس                             | أبريل                            | مايو                             | يونيو                            | يوليو                            | أغسطس                            | سبتمبر                           | أكتوبر                           | نوفمبر                           | ديسمبر                           | المعدل السنوي                    |
| ---------------------------------- | -------------------------------- | -------------------------------- | -------------------------------- | -------------------------------- | -------------------------------- | -------------------------------- | -------------------------------- | -------------------------------- | -------------------------------- | -------------------------------- | -------------------------------- | -------------------------------- | -------------------------------- |
| الدرجة القصوى °م (°ف)              | 35.5 (95.9)                      | 34.4 (93.9)                      | 35.0 (95.0)                      | 32.4 (90.3)                      | 31.2 (88.2)                      | 29.2 (84.6)                      | 30.0 (86.0)                      | 29.4 (84.9)                      | 34.0 (93.2)                      | 33.5 (92.3)                      | 34.3 (93.7)                      | 33.4 (92.1)                      | 35.5 (95.9)                      |
| متوسط درجة الحرارة الكبرى °م (°ف)  | 30.8 (87.4)                      | 31.2 (88.2)                      | 30.6 (87.1)                      | 29.2 (84.6)                      | 27.6 (81.7)                      | 26.1 (79.0)                      | 25.6 (78.1)                      | 26.2 (79.2)                      | 27.1 (80.8)                      | 28.4 (83.1)                      | 29.3 (84.7)                      | 30.2 (86.4)                      | 28.5 (83.3)                      |
| المتوسط اليومي °م (°ف)             | 27.5 (81.5)                      | 27.6 (81.7)                      | 27.0 (80.6)                      | 25.6 (78.1)                      | 23.5 (74.3)                      | 22.0 (71.6)                      | 21.6 (70.9)                      | 22.0 (71.6)                      | 22.7 (72.9)                      | 24.2 (75.6)                      | 25.3 (77.5)                      | 26.6 (79.9)                      | 24.7 (76.5)                      |
| متوسط درجة الحرارة الصغرى °م (°ف)  | 24.1 (75.4)                      | 24.3 (75.7)                      | 23.6 (74.5)                      | 21.8 (71.2)                      | 19.7 (67.5)                      | 18.4 (65.1)                      | 17.7 (63.9)                      | 17.7 (63.9)                      | 18.7 (65.7)                      | 20.5 (68.9)                      | 21.8 (71.2)                      | 23.1 (73.6)                      | 20.9 (69.6)                      |
| أدنى درجة حرارة °م (°ف)            | 18.8 (65.8)                      | 19.1 (66.4)                      | 17.3 (63.1)                      | 15.6 (60.1)                      | 12.2 (54.0)                      | 10.2 (50.4)                      | 10.5 (50.9)                      | 11.1 (52.0)                      | 11.7 (53.1)                      | 12.4 (54.3)                      | 12.2 (54.0)                      | 15.0 (59.0)                      | 10.2 (50.4)                      |
| الهطول مم (إنش)                    | 130 (5.1)                        | 104 (4.1)                        | 62 (2.4)                         | 28 (1.1)                         | 24 (0.9)                         | 18 (0.7)                         | 11 (0.4)                         | 10 (0.4)                         | 9 (0.4)                          | 7 (0.3)                          | 30 (1.2)                         | 129 (5.1)                        | 562 (22.1)                       |
| متوسط أيام هطول الأمطار (≥ 0.1 mm) | 10                               | 8                                | 8                                | 5                                | 5                                | 5                                | 4                                | 3                                | 3                                | 2                                | 4                                | 9                                | 65                               |
| متوسط الرطوبة النسبية (%)          | 80                               | 81                               | 78                               | 76                               | 76                               | 76                               | 76                               | 77                               | 77                               | 77                               | 78                               | 79                               | 78                               |
| ساعات سطوع الشمس الشهرية           | 275.9                            | 257.1                            | 275.9                            | 255.0                            | 272.8                            | 246.0                            | 263.5                            | 288.3                            | 276.0                            | 300.7                            | 291.0                            | 272.8                            | 3٬275                            |
| ساعات سطوع الشمس اليومية           | 8.9                              | 9.1                              | 8.9                              | 8.5                              | 8.8                              | 8.2                              | 8.5                              | 9.3                              | 9.2                              | 9.7                              | 9.7                              | 8.8                              | 9.0                              |
| المصدر: الأرصاد الجوية الألمانية   |                                  |                                  |                                  |                                  |                                  |                                  |                                  |                                  |                                  |                                  |                                  |                                  |                                  |